# Styracosaurus
Styracosaurus („ještěr s bodci“) byl rod býložravého dinosaura z čeledi Ceratopsidae, jež kulminovala obrovskými rohatými dinosaury, jakým byl např. Triceratops z úplného konce druhohorní éry. Styrakosauři obývali území současné kanadské provincie Alberta v období pozdní křídy. Tento rod se také objevil ve slavném československém trikovém snímku Cesta do pravěku z roku 1955.

## Období existence

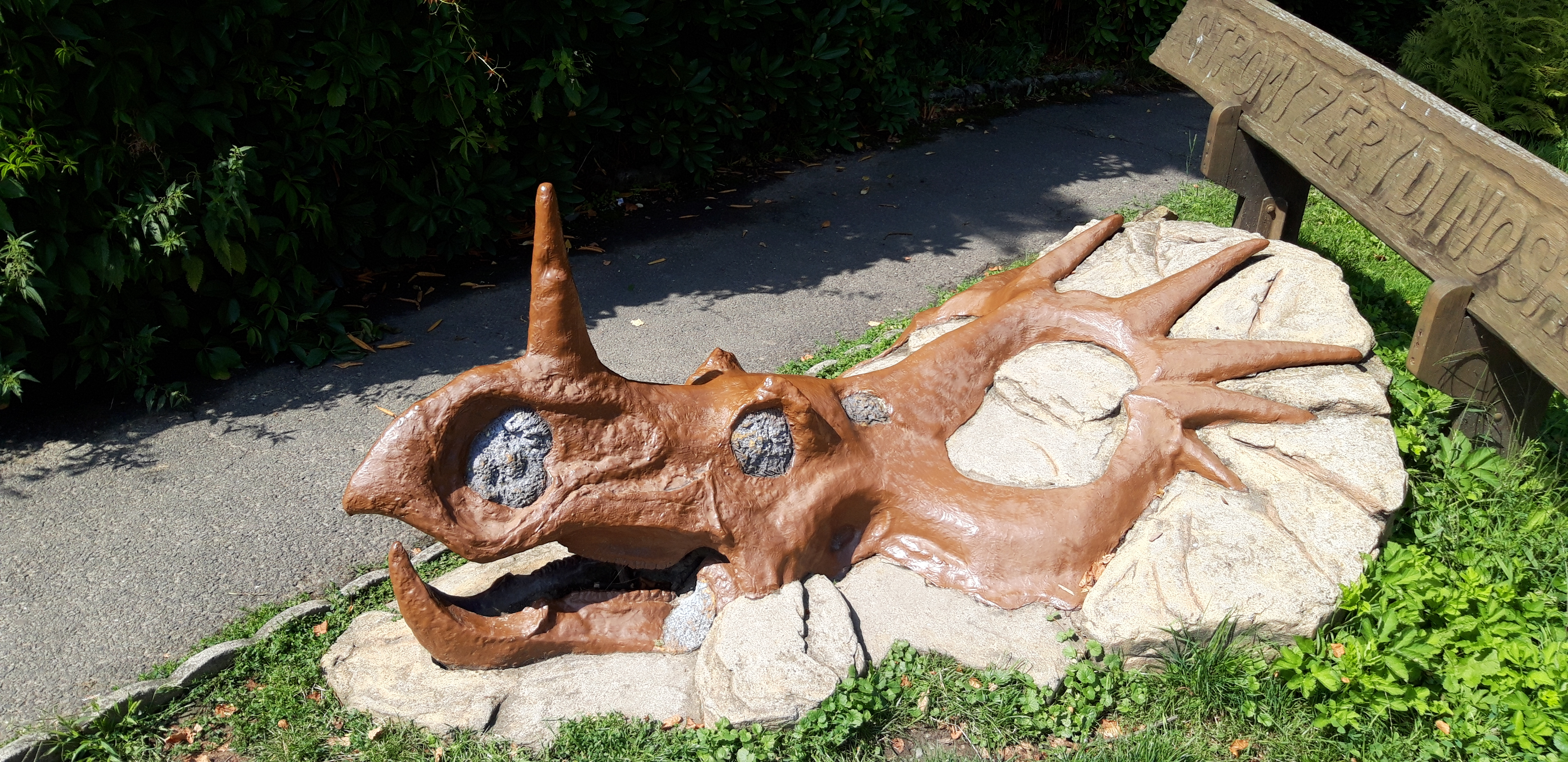
Replika lebky styrakosaura, umístěná v expozici Zoologické zahrady ve Zlíně.

Styracosaurus byl pozdně křídovým rohatým dinosaurem. Žil před přibližně 75,5 až 75 miliony let (geologický stupeň/věk kampán). Fosilie tohoto rodu byly objeveny v sedimentech geologického souvrství Dinosaur Park. Jeho výskyt tedy spadal do období velkého početního i druhového rozmachu ceratopsidních dinosaurů na území současného západu Severní Ameriky. Své ekosystémy tak sdílel s několika dalšími druhy ceratopsidních dinosaurů.

## Rozměry
Při hmotnosti kolem 1,8 tuny byl tento bizarní ceratopsid dlouhý kolem 5,1 až 5,5 metru. V plecích dosahoval výšky asi 1,8 metru. Patřil tedy ke středně velkým zástupcům této čeledi. Roh nad nozdrami mohl dosahovat délky až 60 cm a byl nebezpečnou zbraní. V roce 2020 byl z Alberty popsán nedospělý (juvenilní) jedinec druhu S. albertensis, dosahující asi 80 % velikosti dospělých exemplářů.

## Druhy
Ačkoli se k rodu Styracosaurus řadí 3 druhy - S. albertensis, S. ovatus a S. parksi - je přitom možné, že poslední jmenovaný je jen mladším synonymem druhu S. albertensis. V roce 1930 stanovený druh S. ovatus byl však rozeznán jako samostatný rod a v roce 2010 přejmenován jako Rubeosaurus ovatus. Přímým evolučním potomkem styrakosaura může být druh Stellasaurus ancellae, objevený v sedimentech souvrství Two Medicine na území Montany.
Novější výzkum však dokládá vysokou variabilitu ve tvarech lebky a její ornamentace u rodu Styracosaurus. Druh R. ovatus tak může být ve skutečnosti jen mladším synonymem styrakosaura.

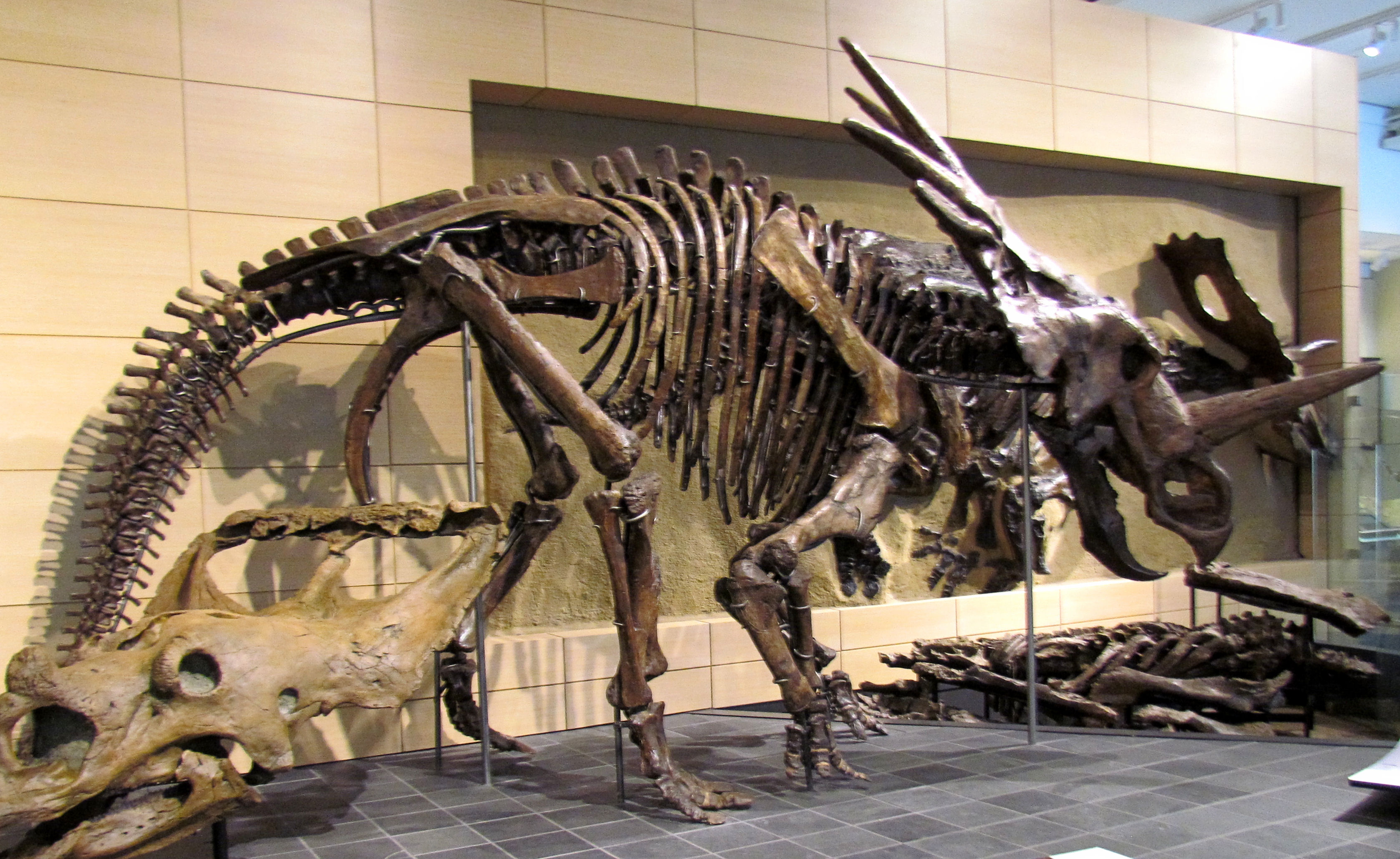
Kostra styrakosaura

## Fyziologie
V roce 1982 odhadl paleontolog Richard A. Thulborn, že styrakosauři se dokázali pohybovat rychlostí až 22,1 km/h (6,1 m/s).